# Саадет I Ґерай
Сааде́т I Ґера́й (крим. I Saadet Geray, ۱سعادت گراى‎; 1492-1538) – кримський хан у 1524-1532  рр. з династії Ґераїв, наступник Гази I Ґерая, попередник Ісляма І Ґерая. Син Менґлі I Ґерая.
У молодості провів багато років при султанському дворі, подружившись з султаном Селімом I Османом.
У 1524 р. був призначений кримським ханом. Застав країну в складному положенні: ханство було ослаблене конфліктом з Хаджі-Тарханом і внутрішніми розбратами знаті, влада яку юний хан Гази I Ґерай практично випустив з рук. Саадет I Ґерай почав відновлювати порядок в країні, спробувавши втихомирити головних сіячів смути - рід Ширін. Це йому значною мірою вдалося.
Саадет I Ґерай повністю контролював ситуацію в державі впродовж перших чотирьох років свого правління, почавши здійснювати реформи. Проте незабаром Іслям I Ґерай, брат покійного Гази I Ґерая, очолив незадоволену знать і підняв повстання. Побачивши, що в державі продовжуються розкол і конфлікти, що переходили в озброєне протистояння, Саадет I Ґерай добровільно склав ханські повноваження і повернувся до Стамбула.
Саадет I Ґерай застосовував в державному житті Криму найкращий турецький досвід: наприклад, організував за турецьким зразком придворний штат, бажаючи усучаснити державну структуру ханства і узгодити її з високими стандартами османської традиції управління. Також він провів модернізацію армії: доповнив кримське військо артилерійськими частинами, запросивши з Туреччини фахівців у цій галузі.
Саадет I Ґерай намагався ввести в Криму і турецький принцип єдиновладдя монарха, проте в кримських умовах, де беї, на відміну від Туреччини, мали величезну владу в державі, йому не вдалося успішно здійснити свою програму.